# هاروئه آکاگی
هاروئه آکاگی (به ژاپنی: 赤木春恵 Akagi Harue)؛(زادهٔ ۱۴ مارس ۱۹۲۴ – درگذشتهٔ ۲۹ نوامبر ۲۰۱۸) یک هنرپیشه اهل ژاپن بود.
از فیلم‌ها یا برنامه‌های تلویزیونی که وی در آن نقش داشته‌است می‌توان به آکو روشی:تن نو ماکی، چی نو ماکی اشاره کرد. او همچنین در سریال سال‌های دور از خانه، در نقش خانم هیزا ظاهر شده بود.

## درگذشت
این بازیگر در سه سال اخیر به خاطر عوارض ناشی از ابتلا به پوکی استخوان و پارکینسون تحت مراقبت بود؛ ناگهان در بیمارستانی در توکیو به دلیل نارسایی قلبی در سن ۹۴ سالگی از دنیا رفت.

## مشخصات فردی
تاریخ تولد: ۱۴ مارس ۱۹۲۴ (۲۳ اسفند ۱۳۰۲)
نام تولد: مانچوکو
قد: ۱۵۲ سانتی‌متر
وزن: ۶۰ کیلوگرم
گروه خون: B